# Tomasz III d’Autremencourt
Tomasz III d’Autremencourt (zm. 1311) – francuski baron Salony w latach 1294–1311, lennik księstwa Achai.

## Życiorys
Był synem Wilhelma d’Autremencourt. Zginął w bitwie nad rzeką Kefissos. Jego następcą został przywódca Kompanii Katolońskiej – Roger Deslaur.